# Tanacetum corymbiforme
Tanacetum corymbiforme — вид рослин з роду пижмо (Tanacetum) й родини айстрових (Asteraceae).

## Середовище проживання
Поширений у Казахстані.